# Campeonato Paranaense de Futebol de 2015 - Segunda Divisão
A Divisão de Acesso do Campeonato Paranaense de Futebol 2015, será a 51ª edição da competição, a qual conta com a participação de 10 clubes. Sua organização, é de competência da Federação Paranaense de Futebol.
Serão disponibilizadas, duas vagas a primeira divisão do estadual 2016, já as duas piores equipes, estarão automaticamente rebaixadas, a Terceira Divisão do próximo ano.

## Participantes em2015
| Clube                  | Cidade            | Em 2014       | Estádio              | Capacidade | Títulos              | Participações |
| ---------------------- | ----------------- | ------------- | -------------------- | ---------- | -------------------- | ------------- |
| Andraus                | Campo Largo       | 1º (Série C)  | Atílio Gionédis      | 2.000      | 0 (não possui)       | 1             |
| Batel                  | Guarapuava        | 3º (Série C)  | Waldomiro Gelinski   | 8.000      | 0 (não possui)       | 7             |
| Cianorte               | Cianorte          | 12º (Série A) | Albino Turbay        | 1.700      | 0 (não possui)       | 5             |
| Francisco Beltrão      | Francisco Beltrão | 8º            | Anilado              | 10.200     | 2 (2000, 2002)       | 8             |
| Grêmio Araponguense    | Arapongas         | 5º            | Estádio dos Pássaros | 10.000     | 0 (não possui)       | 2             |
| Paranavaí              | Paranavaí         | 6º            | Waldemiro Wagner     | 25.000     | 3 (1967, 1983, 1992) | 14            |
| Pato Branco            | Pato Branco       | 2º (Série C)  | Os Pioneiros         | 1.500      | 2 (1981, 1986)       | 6             |
| Portuguesa Londrinense | Londrina          | 4º (Série C)  | Uady Chaiben         | 3.000      | 1 (2006)             | 10            |
| PSTC                   | Cornélio Procópio | 4º            | Ubirajara Medeiros   | 3.500      | 0 (não possui)       | 3             |
| Toledo                 | Toledo            | 11º (Série A) | 14 de Dezembro       | 15.280     | 1 (2007)             | 3             |

## Regulamento
- Primeira Fase: As equipes se enfrentam em turno único, em nove rodadas. Os oito melhores avançam à segunda fase, enquanto os dois últimos descenderão para a Terceira Divisão.
- Segunda Fase: A competição será disputada no sistema eliminatório. Nas quartas de final, os confrontos serão: 1º x 8º (Grupo A), 2º x 7º (Grupo B), 3º x 6º (Grupo C), 4º x 5º (Grupo D). Nas semifinais, os duelos serão entre os vencedores A x D (Grupo E) e vencedores B x C (Grupo F), com a decisão entre os vencedores na sequência.As fases finais serão disputadas em duas partidas, com o clube de melhor pontuação na somatória das fases anteriores decidindo a classificação como mandante.[2]

### Critérios de desempate
1. Maior número de vitórias;
2. Maior saldo de gols;
3. Maior número de gols a favor;
4. Menor número de cartões vermelhos;
5. Menor número de cartões amarelos;
6. Sorteio.

## Primeira Fase

### Classificação
| Pos | Times                  | Pts | J | V | E | D | GP | GC | SG  | %  | Classificação ou rebaixamento     |
| --- | ---------------------- | --- | - | - | - | - | -- | -- | --- | -- | --------------------------------- |
| 1   | PSTC                   | 18  | 8 | 5 | 3 | 0 | 15 | 5  | +10 | 75 | Classificados para a Segunda Fase |
| 2   | Paranavaí              | 17  | 8 | 5 | 2 | 1 | 17 | 5  | +12 | 70 | Classificados para a Segunda Fase |
| 3   | Toledo                 | 15  | 8 | 4 | 3 | 1 | 8  | 8  | 0   | 62 | Classificados para a Segunda Fase |
| 4   | Cianorte               | 14  | 8 | 4 | 2 | 2 | 9  | 5  | +4  | 58 | Classificados para a Segunda Fase |
| 5   | Grêmio Araponguense    | 12  | 8 | 3 | 3 | 2 | 10 | 9  | +1  | 50 | Classificados para a Segunda Fase |
| 6   | Pato Branco            | 11  | 8 | 3 | 2 | 3 | 7  | 8  | -1  | 45 | Classificados para a Segunda Fase |
| 7   | Portuguesa Londrinense | 7   | 8 | 2 | 1 | 5 | 8  | 12 | -4  | 29 | Classificados para a Segunda Fase |
| 8   | Andraus                | 3   | 8 | 0 | 3 | 5 | 5  | 13 | -8  | 12 | Classificados para a Segunda Fase |
| 9   | Batel                  | 1   | 8 | 0 | 1 | 7 | 2  | 16 | -14 | 4  | Rebaixados                        |
| 10  | Francisco Beltrão      | -   | - | - | - | - | -  | -  | -   | -  | Rebaixados                        |

- Francisco Beltrão abandonou a competição.[3]

### Confrontos
Para ler a tabela, a linha horizontal representa os jogos da equipe como mandante. A coluna vertical indica os jogos da equipe como visitante.
|                        | AND | BAT | CIA | FRB | APU | PAR | PAT | POR | PST | TOL |
| ---------------------- | --- | --- | --- | --- | --- | --- | --- | --- | --- | --- |
| Andraus                | —   | 0-0 |     | 3-1 | 2-2 |     |     |     |     | 0-1 |
| Apucarana Sports       |     | 2-2 |     |     |     | 0-1 | 2-1 | 3-2 | 1-1 | 0-1 |
| Batel                  |     | 0-0 | 1-3 | 1-0 | 0-1 |     |     |     |     | 0-1 |
| Cianorte               | 3-1 |     | —   |     | 1-0 | 0-0 |     | 1-0 | 0-1 |     |
| Francisco Beltrão      |     |     | 1-0 | —   | 1-3 |     | 0-0 |     |     |     |
| Paranavaí              | 3-1 | 3-1 |     |     |     | —   | 1-1 | 4-0 | 0-1 |     |
| Pato Branco            | 1-0 |     | 0-1 |     |     |     |     | —   |     | 0-0 |
| Portuguesa Londrinense | 2-0 | 2-0 |     | 4-1 |     |     | 1-2 |     |     | —   |
| PSTC                   |     | 5-0 |     |     |     |     | 3-1 | 1-0 | —   |     |
| Toledo                 |     |     | 1-0 | 3-0 |     | 1-5 |     |     | 2-2 | —   |

| Vitória do mandante; Vitória do visitante; Empate | Em vermelho os jogos da próxima rodada; Em negrito os jogos "clássicos". |

### Desempenho por rodada
Clubes que lideraram o campeonato ao final de cada rodada:
| 1    | 2   | 3   | 4   | 5   | 6   | 7    | 8    |
| PSTC | PAR | PAR | PAR | PAR | PAR | PSTC | PSTC |

Clubes que ficaram na última posição do campeonato ao final de cada rodada:
| 1   | 2   | 3   | 4   | 5   | 6   | 7   | 8   |
| BAT | POR | POR | FRB | FRB | FRB | FRB | FRB |

## Segunda Fase
Em itálico, os times que possuem o mando de campo no primeiro jogo do confronto e em negrito os times classificados.
|  | Quartas-de-final       | Quartas-de-final    | Quartas-de-final | Quartas-de-final |       |           | Semifinais      | Semifinais      | Semifinais      | Semifinais      |  |      | Final           | Final           | Final           | Final           |  |  |
|  |                        |                     |                  |                  |       |           | 24 e 31 de maio | 24 e 31 de maio | 24 e 31 de maio | 24 e 31 de maio |  |      | 7 e 14 de junho | 7 e 14 de junho | 7 e 14 de junho | 7 e 14 de junho |  |  |
|  |                        |                     |                  |                  |       |           |                 |                 |                 |                 |  |      |                 |                 |                 |                 |  |  |
|  | PSTC                   | 4                   | 3                | 7                |       |           |                 |                 |                 |                 |  |      |                 |                 |                 |                 |  |  |
|  | Andraus                | 0                   | 1                | 1                |       |           |                 |                 |                 |                 |  |      |                 |                 |                 |                 |  |  |
|  | Andraus                | 0                   | 1                | 1                |       | PSTC      | 0               | 2               | 2 (4)           |                 |  |      |                 |                 |                 |                 |  |  |
|  |                        |                     |                  |                  |       | PSTC      | 0               | 2               | 2 (4)           |                 |  |      |                 |                 |                 |                 |  |  |
|  |                        | Grêmio Araponguense | 0                | 2                | 2 (3) |           |                 |                 |                 |                 |  |      |                 |                 |                 |                 |  |  |
|  | Cianorte               | Grêmio Araponguense | 0                | 2                | 2 (3) | 0         | 2               | 2 (3)           |                 |                 |  |      |                 |                 |                 |                 |  |  |
|  | Cianorte               |                     |                  |                  |       | 0         | 2               | 2 (3)           |                 |                 |  |      |                 |                 |                 |                 |  |  |
|  | Grêmio Araponguense    | 1                   | 1                | 2 (4)            |       |           |                 |                 |                 |                 |  |      |                 |                 |                 |                 |  |  |
|  | Grêmio Araponguense    | 1                   | 1                | 2 (4)            |       |           |                 |                 |                 |                 |  | PSTC | 1               | 2               | 3               |                 |  |  |
|  |                        |                     |                  |                  |       |           |                 |                 |                 |                 |  | PSTC | 1               | 2               | 3               |                 |  |  |
|  |                        | Toledo              | 0                | 0                | 0     |           |                 |                 |                 |                 |  |      |                 |                 |                 |                 |  |  |
|  | Paranavaí              | Toledo              | 0                | 0                | 0     | 1         | 1               | 2               |                 |                 |  |      |                 |                 |                 |                 |  |  |
|  | Paranavaí              |                     |                  |                  |       | 1         | 1               | 2               |                 |                 |  |      |                 |                 |                 |                 |  |  |
|  | Portuguesa Londrinense | 0                   | 1                | 1                |       |           |                 |                 |                 |                 |  |      |                 |                 |                 |                 |  |  |
|  | Portuguesa Londrinense | 0                   | 1                | 1                |       | Paranavaí | 2               | 1               | 3               |                 |  |      |                 |                 |                 |                 |  |  |
|  |                        |                     |                  |                  |       | Paranavaí | 2               | 1               | 3               |                 |  |      |                 |                 |                 |                 |  |  |
|  |                        | Toledo              | 1                | 3                | 4     |           |                 |                 |                 |                 |  |      |                 |                 |                 |                 |  |  |
|  | Toledo                 | Toledo              | 1                | 3                | 4     | 2         | 1               | 3               |                 |                 |  |      |                 |                 |                 |                 |  |  |
|  | Toledo                 |                     |                  |                  |       | 2         | 1               | 3               |                 |                 |  |      |                 |                 |                 |                 |  |  |
|  | Pato Branco            | 0                   | 1                | 1                |       |           |                 |                 |                 |                 |  |      |                 |                 |                 |                 |  |  |

## Final
Primeiro jogo
| 7 de junho | Toledo | 0 – 1 | PSTC       | Estádio 14 de Dezembro, Toledo    |
| 15:30      |        |       | 57' Afonso | Árbitro: Osvaldo Massafera Júnior |

Segundo jogo
| 14 de junho | PSTC | 2 – 0 | Toledo | Estádio Ubirajara Medeiros, Cornélio Procópio |
| 11:00       |      |       |        | Árbitro: Eli Marini                           |

## Premiação
| Campeonato Paranaense de Futebol - Série Prata 2015 |
| --------------------------------------------------- |
| PSTC Campeão (1º título)                            |

## Classificação Final
| Pos | Times                  | Pts | J  | V | E | D | GP | GC | SG  | %    | Classificação ou Rebaixamento           |
| --- | ---------------------- | --- | -- | - | - | - | -- | -- | --- | ---- | --------------------------------------- |
| 1   | PSTC                   | 32  | 14 | 9 | 5 | 0 | 27 | 8  | +19 | 76.1 | Classificado para a Série Ouro de 2016. |
| 2   | Toledo                 | 22  | 14 | 6 | 4 | 4 | 15 | 15 | 0   | 52.3 | Classificado para a Série Ouro de 2016. |
| 3   | Paranavaí              | 24  | 12 | 7 | 3 | 2 | 22 | 10 | +12 | 66.5 | Eliminados nas semifinais               |
| 4   | Grêmio Araponguense    | 17  | 12 | 4 | 5 | 3 | 14 | 13 | +1  | 47.2 | Eliminados nas semifinais               |
| 5   | Cianorte               | 17  | 10 | 5 | 2 | 3 | 11 | 7  | +4  | 56.6 | Eliminados nas quartas-de-final         |
| 6   | Pato Branco            | 12  | 10 | 3 | 3 | 4 | 8  | 11 | -3  | 40   | Eliminados nas quartas-de-final         |
| 7   | Portuguesa Londrinense | 8   | 10 | 2 | 2 | 6 | 9  | 14 | -5  | 26.6 | Eliminados nas quartas-de-final         |
| 8   | Andraus                | 3   | 10 | 0 | 3 | 7 | 6  | 20 | -14 | 10   | Eliminados nas quartas-de-final         |
| 9   | Batel                  | 1   | 8  | 0 | 1 | 7 | 2  | 16 | -14 | 4    | Rebaixados para Série Bronze de 2016    |
| 10  | Francisco Beltrão      | -   | -  | - | - | - | -  | -  | -   | -    | Rebaixados para Série Bronze de 2016    |

- O Francisco Beltrão desistiu da competição.